# Šemnik
Šemnik este o localitate din comuna Zagorje ob Savi, Slovenia, cu o populație de 359 de locuitori.